# Mary Travers
Mary Allin Travers (9. november 1936 – 16. september 2009) var en amerikansk sanger, der især blev kendt som den ene tredjedel af Peter, Paul and Mary, der i 1960'erne var en markant del af den amerikanske folkemusikscene.
Mary Travers blev som ganske ung korsanger for en af datidens store folkemusikere, Pete Seeger, sammen med hvem hun indspillede nogle plader i 1955. Hun havde egentlig regnet med, at sangen skulle være en hobby for hende, men kolleger opmuntrede hende til at gøre det til en levevej. I 1961 dannede hun gruppen Peter, Paul and Mary sammen med Peter Yarrow og Noel "Paul" Stookey. Denne gruppe indspillede en række numre skrevet af kolleger som Bob Dylan, John Denver og Pete Seeger, og det blev til store hits med antikrigssange som "Blowin' in the Wind", "If I Had a Hammer" og "Where Have All the Flowers Gone?" samt andre lette popsange som "Puff the Magic Dragon" og "Leaving on a Jet Plane", der blev fremført i enkle udgaver med akustisk guitar og medlemmernes vellydende vokalharmonier. 
I 1970 gik Peter, Paul og Mary hver til sit, og Mary Travers indspillede i de følgende år fire soloalbum, der dog ikke opnåede samme succes. Da heller ikke Peter Yarrow og Paul Stookey fik større succes på egen hånd, fandt de tre igen sammen under det gamle navn i 1978, og de genoptog såvel turnelivet som pladeudgivelser. Først da Mary Travers i 2004 fik konstateret leukæmi, blev samarbejdet sat på vågeblus, og det blev kun til få koncerter i de følgende år. Leukæmien blev slutteligt årsagen til Travers' død i 2009.